# Pensionistpartiet
Pensionistpartiet, grundlagt 1976, var et dansk politisk parti.
Partiet, der blev grundlagt af tidligere kioskejer Hans Hansen fra Rudkøbing, stillede kun op ved folketingsvalget i 1977, hvor det opnåede 26.889 stemmer, svarende til 0,9 procent. 
Partiet ser ud til at være blevet nedlagt i marts 1980 (eller juli 1978).